# AIDESEP
Межэтническая Ассоциация для развития перуанского Тропического леса (исп. Asociación Interétnica de Desarrollo de la Selva Peruana — AIDESEP) — перуанская организация по правам коренных народов, над которой осуществляет контроль децентрализованный Национальный совет, основанный на шести организмах, находящихся на Севере, Центре и к югу от страны. Организация состоит из 57 федерации и территориальных организации, которые представляют 1 350 сообществ, где живут 350 000 коренных жителей, собранные в 16 языковых семьях. Его текущий президент Альберто Писанго. AIDESEP — член Бассейн Амазонки местная организация, COICA.

## Участники
Организации, которые сформировали AIDESEP:
- Consejo Aguaruna-Huambisa (CAH) (Aguaruna — Huambisa Совет) от Amazonas departament.
- Азокясион де Комюнидад Асанинкас del valle де Пиши (Ассоциация Asháninkas' Сообщества Долины Pichis) Это — самая многочисленная этническая группа страны, какой акроним — ACONAP, и это, главным образом, принадлежит department Паско.
- Федерасион де Комюнидад Нативас дель Укайяли (FECONAU) (Федерация родных Сообществ от department Укаяли)
- Федерэкион Натива де Мадр де Дио (FENAMAD) (родная Федерация department Мадра де Дио)
- The Piro Люди (Ucayali)
- The Amuesha Люди (Pasco)
- The Matsés Люди (Loreto)

Его представители работает активно за улучшение условий здоровья, образования, жилья, организации, поселенцев Амазонки и т. д.